# Szamos
Szamos (ungerska) eller Someș (rumänska) är en flod som flyter genom Rumänien och Ungern. Floden bildas av de två grenarna Someșul Mare (Stora Someș) och Someșul Mic (Lilla Someș), den sistnämnda i sin tur bildad av grenarna Someșul Rece (Varma Someș) och Someșul Cald (Kalla Someș). Someșul Mare och Someșul Mic förenas vid staden Dej, varefter Someș i nordvästlig huvudriktning flyter in på ungerska låglandet. Omkring 40 kilometer nedanför Vásárosnamény mynnar den ut i Tisza.